# Ciao, 2020!
«Ciao, 2020!» — новогодний выпуск передачи «Вечерний Ургант», вышедший в эфир «Первого канала» 30 декабря 2020 года.
Выпуск пародирует праздничные концерты итальянской эстрады 1980-х годов и традицию советских, а затем и российских «Голубых огоньков». Все участники передачи — ведущие и исполнители — носят стилизованные итальянские имена и псевдонимы. Общение происходит на итальянском языке и сопровождается русскими субтитрами.
Версия шоу, выложенная на YouTube, была отмечена многими итальянскими СМИ. За 4 дня видео собрало 4,5 миллиона просмотров.

## Сюжет
Передача начинается с обращения Ивана Урганта, находящегося в монтажной комнате «Вечернего Урганта». Он сообщает, что съёмочной группой было принято решение не снимать новогодний спецвыпуск, так как из-за связанных с пандемией COVID-19 событий у них «нет желания, нет настроения и нет сил». Вместо этого он сообщает, что зрителям продемонстрируют итальянское новогоднее музыкальное шоу «Ciao, 2020!».
После вступления начинается первый музыкальный номер под названием «Cinque minuti», который исполняется ведущим Джованни Урганти и группой «Tutti Frutti». Ведущий объявляет имена знаменитостей, которые принимают участие в сегодняшнем выпуске, а зрителям показывают видеокарточки с приветствиями от них. Урганти представляет своих соведущих Маттео Крустальди, Алессандро Гудини и Аллегру Микеле, которые появляются с ним на сцене.
Далее идёт номер «Crush» Клаудии Кокки и Нилетто Нилетти, последний предстаёт на сцене в роликовых коньках. Программа продолжается интервью с порнорежиссёром Алессандро Паллини, который на экране видеокамеры показывает ведущему фрагмент из своего нового фильма, при виде которого Урганти приходит в восторг, воскликнув «Фантастика! Фильм без женщин! Только мужчины!», он зовёт съёмочную группу посмотреть фрагмент вместе с ним и Паллини.
Далее Джони исполняет песню «La Cometa» на фоне огромного экрана, на котором крупные планы артиста перемешаны с кадрами звёздного неба. Урганти и Крустальди берут интервью у Орнеллы Буцци, после чего дуэт Арти и Асти исполняют песню «Bambina balla», передвигаясь по сцене на иллюминированной декорации в виде полумесяца. Гудини берёт интервью у Миланки и Джероломо Паффуто.
Группа «Crema de la Soda» исполняет песню «Piango al Tecno» с подтанцовкой, состоящей из гладиатора, игрока туринского «Ювентуса», танцора в белой сутане, одетым как Пий XIII из сериала «Молодой Папа», двойника Донателлы Версаче, швейцарского гвардейца и танцовщицы в костюме Мадонны с обложки альбома «Like a Virgin».
Урганти и Микеле разыгрывают среди зрителей призы в лото вместе с Джиджи. Дора исполняет песню «Innamorata», после чего идёт рекламная вставка чистящего средства «Buono», по сюжету которой Крустальди в костюме Санта Клауса застаёт свою жену (её играет Аллегра Микеле) в постели с другим мужчиной, после чего та предлагает персонажу Крустальди присоединиться к ним, что он и делает.
Урганти берёт интервью у Николы Баска и Даниеле Милокки, которые затем исполняют песню «La Baldoria». Урганти интервьюирует группу «Tutti Frutti», после чего Джорджио Кридди исполняет песню «Ragazza copertina». Урганти берёт интервью у актрис сериала «Quattro putane»: Барбара Чиниккио, Эленучча Микелуччи и Ирэне Ноза. Ведущий интересуется, где четвёртая актриса (отсылка к названию сериала, «quattro» с итальянского — «четыре»), Ирэне Горбачетти, на что получает ответ «Она работает!». После этого актрисы соревнуются в заглатывании спагетти с Алессандро Гудини, а Джованни Дорни с балетом в костюмах роботов исполняет номер на песню «Cicchi», которая является саундтреком к сериалу.
Урганти и Гудини берут интервью у Иды Галиччи, после чего Джулия Зиверти исполняет песню «Credo». Урганти интервьюирует Энрико Карлаччи. Группа «Piccolo Grandi» исполняет песню «Mamma Maria», после чего Гудини вручает им диплом за победу в конкурсе «Евровидение».
Программа достигает своего грандиозного финала, когда на сцене появился Папа Пиппо Второй, который санкционирует начало Нового года, зажигая огни на дереве с помощью удлинителя. В завершение Урганти, Сольдинетта и Витторио Исайя исполняют песню «Chiesi io al frassino», участники программы делают новогодние пожелания зрителям.

## В ролях
| Актёр                                    | Роль                                                 |
| ---------------------------------------- | ---------------------------------------------------- |
| Иван Ургант                              | Джованни Урганти (Giovanni Urganti)                  |
| Fruktы                                   | группа «Tutti Frutti»                                |
| Дмитрий Хрусталёв                        | Маттео Крустальди (Matteo Crustaldi)                 |
| Александр Гудков                         | Алессандро Гудини (Alessandro Gudini)                |
| Алла Михеева                             | Аллегра Микеле (Allegra Michele)                     |
| Niletto                                  | Нилетто Нилетти (Niletto Niletti)                    |
| Клава Кока                               | Клаудия Кокка (Claudia Cocca)                        |
| Александр Паль                           | Алессандро Палини (Alessandro Pallini)               |
| JONY                                     | Джони (JONY)                                         |
| Ольга Бузова                             | Орнелла Буцци (Ornella Buzzi)                        |
| Artik & Asti                             | Арти и Асти (Arti e Asti)                            |
| Мария Миногарова                         | Миланка (Milanka)                                    |
| Дмитрий Красилов                         | Джероломо Паффуто (Gerolomo Paffuto)                 |
| Cream Soda                               | группа «Crema De La Soda»                            |
| Джиган                                   | Джиджи (Gigi)                                        |
| Дора                                     | Дора (La Dora)                                       |
| Николай Басков                           | Никола Баска (Nicola Bascha)                         |
| Даня Милохин                             | Даниэле Милокки (Danielle Milocchi)                  |
| Егор Крид                                | Джорджио Кридди (Giorgio Criddi)                     |
| Варвара Шмыкова                          | Барбара Чиниккио, актриса сериала «Quattro putane»   |
| Алёна Михайлова                          | Эленучча Микеллучи, актриса сериала «Quattro putane» |
| Ирина Носова                             | Ирэне Ноза, актриса сериала «Quattro putane»         |
| Иван Дорн                                | Джованни Дорни (Giovanni Dorni)                      |
| Ида Галич                                | Ида Галиччи (Ida Galicci)                            |
| Zivert                                   | Джулия Циверти (Julia Ziverti)                       |
| Гарик Харламов                           | Энрико Карлаччи (Enrico Carlacci)                    |
| Little Big                               | группа «Piccolo Grandi»                              |
| Филипп Киркоров                          | Папа Пиппо Второй (Pippo il Secondo)                 |
| Монеточка                                | Сольдинетта (La Soldinetta)                          |
| БЦХ (Витя Исаев)                         | Витторио Исайя (Vittorio Isaia)                      |
| DAVA                                     | Дава (Dava)                                          |
| Станислав Круглицкий (Стас Просто Класс) | Стасси Примо Класси (Stasi Primo Classi)             |

## Производство
Передача, ведущим которой является Иван Ургант в роли Джованни Урганти, представляет собой пародию на традиционные для советского, а затем и российского телевидения «Голубые огоньки» через реконструкцию популярных итальянских музыкальных программ 1980-х годов, таких как «Drive In», «Popcorn» и «Discoring». По словам Урганта, съёмочная группа ориентировалась «на собственное ощущение от старых итальянских музыкальных фестивалей. И потом, мы очень любим эту музыку, и артисты с удовольствием поменяли [песни] и спели на итальянском». Выбор Италии как объекта пародии связан с популярностью итальянской эстрады в России (среди артистов можно назвать Адриано Челентано, Аль Бано, Тото Кутуньо, Рикардо Фольи, Пупо, Ricchi e Poveri и многих других), которую она приобрела в последние десятилетия существования СССР, в частности, благодаря легендарному для постсоветских людей фестивалю Сан-Ремо. Связанные с ним артисты продолжали давать концерты в России и выступать на ретро-фестивалях (Легенды «Ретро FM», «Сан-Ремо в Кремле», «Ретро FM в Сан-Ремо» и прочие) спустя десятилетия после распада СССР, а повторы подобных сборных концертов демонстрировались на российских каналах в новогодние праздники.
В передаче реинтерпретируются популярные в те времена в Италии танцевальные движения и музыкальное звучание, дизайн — вроде специфических для 80-х шрифтов и неоновых ламп, а также итальянская мода тех лет — усы, мешковатая одежда и длинные волосы у мужчин, наплечники, лосины и высокие причёски — у женщин, кричащие цвета, пайетки, люрекс и анималистические принты. Музыкальные номера перемежаются скетчами — как правило, это интервью ведущего с вымышленными известными персонами, чьи действия и реплики прописаны в сценарии. Имитируются и режиссёрские приёмы итальянских программ тех лет, вроде кадров с танцующими перед камерой гостями, пока артист исполняет песню на сцене. Все прозвучавшие в передаче песни, за исключением техно-ремейка песни «Mamma Maria» группы Ricchi e Poveri, являются адаптациями популярных хитов артистов, принявших участие в записи программы, и традиционных российских новогодних песен. Тексты всех песен были переведены на итальянский язык и стилизованы под типичное звучание для итальянской эстрады временного периода с середины 70-х по начало 90-х. Отсылки к итальянской популярной культуре не ограничиваются музыкальными программами и фестивалями прошлых лет — к примеру, номер «Credo» вдохновлён фильмом «Укрощение строптивого». В текстах некоторых песен оставлены отсылки к актуальным на момент и место выхода передачи местам, персонам и событиям — к примеру, в песне «Piango al tecno» упоминается Кузнецкий мост и российский диджей Нина Кравиц. Во время объявленного ведущим перерыва на рекламу зрители видят скетч с рекламным роликом выдуманного чистящего средства «Buono». В финале передачи используется оригинальный отрывок из советского фильма «Ирония судьбы, или С лёгким паром!», но создатели передачи дублировали его на итальянском. Поскольку программа создавалась для российской публики, многие шутки остаются непонятны для италоговорящих. В программе также есть отсылки к актуальным на момент выхода российским событиям и русской культуре. Интервью с участниками хоть и являются постановочными, но часто обыгрывают реальные темы из личной жизни или карьер исполнителей ролей — к примеру, актрисы сериала «Quattro putane» являются актрисами российского сериала о жизни проституток «Чики». Часть шуток строится на особенностях звучания итальянских слов для русскоязычных людей. Также артисты говорят с сильным акцентом и неправильно произносят многие слова.
26 февраля 2021 года лейбл Warner Music Russia выпустил альбом-сборник «CIAO 2020!», состоящий из песен, прозвучавших на шоу. В альбом вошло 12 композиций.
25 июня 2021 года в завершающем сезон выпуске программы был показан клип Vittorio Saltichieri «Notte bianca», снятый в Санкт-Петербурге в период белых ночей в стилистике «Ciao, 2020!». Оригинал песни — композиция в исполнении Виктора Салтыкова «Белая ночь»; в клипе также есть отсылки к фильму «Невероятные приключения итальянцев в России».

## Популярность
Выложенное на ютуб-канале «Вечерний Ургант» видео с записью передачи попало в тренды YouTube как в России, так и в Италии. 5 января 2021 года передача стала самым популярным видео в моменте в итальянском сегменте YouTube. Программа имела виральный успех в Италии. По сообщениям итальянских СМИ, «Ciao, 2020!» стал одной из самых обсуждаемых тем начала 2021 года среди италоязычных пользователей социальных сетей и мессенджеров. Редакция сайта телеканала TgCom24 назвала видео «феноменом», сравнив упоминания передачи в первые дни с лавиной. Обсуждение программы попало в тренды итальянского сегмента твиттера. Для итальянцев передача стала источником мемов в виде скриншотов, видеороликов и цитат героев. Некоторые из исполненных на «Ciao, 2020!» композиций получили самостоятельную популярность в соцсетях среди итальянцев, в особенности номер «Piango al tecno».
После выхода «Вечернего Урганта» с зимних каникул 29 января 2021 года в эфире вышел выпуск, в котором «Ciao, 2020!» обсуждается с послом Италии в России Паскуале Терраччано.

## Отзывы

### В российских медиа
В российских СМИ передачу в основном обсуждали в контексте её популярности в Италии — реакцию итальянцев на «Ciao, 2020!» цитировали «Российская газета», ТАСС, «Взгляд», «Секрет фирмы» и многие другие издания. Музыкальный критик Олег Кармунин в интервью телеканалу «Дождь» отметил, что передача продолжает российские традиции новогодних телешоу в стиле ретро, начавшихся с передачи «Новогоднее караоке» 1994 года на телеканале НТВ, автором и ведущим которой был Леонид Парфёнов, и самым известным примером этой традиции является серия телемюзиклов «Старые песни о главном». Кармунин увидел в этой тенденции эскапизм и желание зрителей убежать от современных реалий. Журналистка Анна Монгайт поддержала его в этом, связав появление подобной программы с боязнью будущего современным человеком — «нет никакого стратегического плана, что может происходить завтра». Музыкальный портал The Flow позитивно оценил «пронзительную эстрадную версию» песни «Втюрилась», а также представленные в программе ремиксы на «Плачу на техно» и «Mamma Maria». Среди скетчей редакция особо отметила номер с Джиганом в роли Джиджи. По мнению музыкального критика Антона Вагина, высказанному в его статье о музыкальных итогах 2020 года на «Афиша Daily», участие в передаче Дани Милохина «легитимизировало тикток-поп для всех».

### В итальянских медиа
Розальба Кастелетти из la Repubblica назвала «Ciao, 2020!» «комедийным шедевром» и «гротескной сатирой, но, прежде всего, большим признанием в любви Италии». Сайт итальянского таблоида «Dagospia» назвал передачу «единственным настоящим итальянским празднованием Нового года на телевидении». Итальянский Huffington Post назвал шоу «шедевром трэша». Кристиано Сала из Il Messaggero писал, что стереотипы телевидения прошедших времён в «Ciao, 2020!» были превращены в «творческие жемчужины», назвав передачу «одним из самых смешных шоу последних лет на итальянском языке» и «прекрасным посланием, объединившим людей во время вынужденного разделения».
Редакция итальянского Esquire категорично заявила, что шоу «понравилось всем», назвав его «чудом», которое заставило «итальянцев прийти к единому мнению на счёт какого-либо контента». С одной стороны, писал Esquire, передача распространялась и обсуждалась в мессенджерах типа WhatsApp как развлекательное «треш-видео», с другой — «в журналах и среди медиаэкспертов», которые оценили его «многослойность», в качестве примера приводя кавер на «Mamma Maria». По мнению редакции, «Ciao, 2020!» является «уникальным в своём роде продуктом: идеально завершённым, с деталями, которые подтверждают, что те, кто работал над созданием скетчей, танцев и выступлений, не только хорошо знают Италию прошлого, но и настоящего», указывая среди прочего на отсылки к сериалу «Молодой папа». Размышляя над успехом шоу в Италии, редакция предположила, что авторам «удалось воссоздать невинность, которую Италия и итальянское телевидение потеряли или которую, возможно, они никогда не имели, но нам нравится так думать. И кто знает, может поэтому нам так понравилась русская программа». Итальянский Vice отметил, что авторы, по всей видимости, отсмотрели большое количество итальянских телепрограмм того времени для создания выпуска. Вито Триоло из BisceglieViva назвал «Ciao, 2020!» «оригинальным, искрометным, в чём-то выдающимся зрелищем», «покорившим Италию».
Джорджия Иовани из музыкального портала Soundsblog.it поблагодарила авторов за «незабываемый» Новый год, назвав «Ciao, 2020!» «достойным стоячих оваций» и «уже культовым». Редакция портала Today.it оценила баланс между «вкрадчивыми» шутками и прямыми каламбурами, описав вышедший за три дня до публикации выпуск как «уже ставший культовым». Редакция сайта газеты il Fatto Quotidiano в заметке от 2 января 2021 года назвала «Ciao, 2020!» «культовым», высоко оценив как визуальную составляющую ("рог изобилия цветов и настроений сорокалетней давности […] и полное погружение в атмосферу передачи «Drive In», так и «гипнотические» музыкальные номера, выделив среди них исполнение «Mamma Maria» группой Little Big, во время которого у зрителя должно случиться «чудо выхода эмоций». Развлекательный сайт tvblog.it оценил «абсолютный гений и, конечно, необычайную преданность делу» авторов, добавив, что передача «предлагает репертуар песен, которым позавидовал бы Сан-Ремо того времени (а, скорее всего, и сегодняшний)». Андреа Конти из il Fatto Quotidiano сравнил выступление дуэта Artik & Asti с Ланой Дель Рей («только лучше»), а перед кавером на «Mamma Maria», по его мнению, «невозможно устоять». Редакция итальянского Rolling Stone также отметила качество прозвучавших в программе композиций, как и редакция сайта телеканала TgCom24 они писали, что несмотря на то что некоторые слова не имеют смысла на итальянском языке, с точки зрения музыки всё было «идеально». Посол в России Паскуале Террачано в эфире «Вечернего Урганта» отметил, что знаменитый итальянский жест Che vuoi? с сомкнутыми пальцами, который участники новогоднего шоу часто использовали для выражения восторга, у самих итальянцев имеет совершенно противоположный смысл.
Кьяра Монатери из итальянского Mashable писала, что это шоу «нельзя пропустить», охарактеризовав его как «потрясающее». Габриэль Феррареси, автор книги «Mad in Italy: справочник по итальянскому трэшу 1980—2020», в интервью Монатери по поводу выхода «Ciao, 2020!» высоко оценил шоу за «общую эстетику, в которой всё находится в равновесии и не выглядит дисгармонично». В качестве главного примера такой гармонии Феррареси привёл номер группы «Cream Soda», который в целом привлёк больше всего внимания со стороны итальянской прессы благодаря большому количеству отсылок к образу Италии в сознании иностранцев. Габриэль Феррареси также объяснил интерес к Италии со стороны россиян тем, что во времена позднего СССР передачи итальянского телевидения были для русских в условиях закрытой системы самым простым способом «увидеть» мир, что привело к формированию видения Италии как роскошного, сексуального и эксцентричного места, которое «до сих пор сохраняется в воображении обывателей». Альдо Грассо из Corriere della Sera назвал «Ciao, 2020!» самым смешным рождественским шоу, а также примером, когда пародия достигает таких высот, что «становится чем-то возвышенным».
Редакция Il Tempo посчитала передачу пародией в целом на то, как Италия воспринимается в мире, назвав результат «необыкновенным». По мнению редакции сайта телеканала TgCom24, благодаря проникновению в страну итальянской культуры россияне «понимают, как нанести удар ради издевательства, которое граничит с весельем». Марко Лирди из развлекательного сайта davidemaggio.it назвал «Ciao, 2020!» «экстремальной пародией, абсурдной в своём безумии» и «подколкой настолько оригинальной, что заставляет тебя рассмеяться», что, как он посчитал, отражает «то внимание, которое русские всегда испытывали к Италии, её моде, её музыке». По мнению автора, «нечто настолько трэшовое, преувеличенное, смешное, гротескное могло родиться только в приступе творческого гения». По мнению Габриэля Феррареси, если для итальянцев это «похоже на появление призрака», то для россиян это «экзорцизм того призрака, который „колонизировал“ их в те годы» и продолжал преследовать и после, и, «как они показали, от которого они знают, как освободиться — создав эстетически совершенный продукт, на мастерском уровне, продуманный в мельчайших деталях и очень умно сделанный». По мнению Вито Триоло из BisceglieViva, «Ciao, 2020!» в очередной раз показывает, что отношения между двумя народами «в реальности гораздо ближе», несмотря на «анахроничную и необъяснимую геополитическую холодность между руководствами стран». Назвав передачу «едкой, но уморительной», редакции La Stampa и итальянского Rolling Stone предположили, что передачу стоит скорее рассматривать как сатиру на российскую «италоманию», и тот факт, что вышедшие из моды итальянские артисты продолжают пользоваться успехом в России.
Йакопо Томатис из Il Giornale della Musica писал, что атмосферу 80-х авторы воссоздавали «с образцовой филологической строгостью», указывая на сложность реализации подобного проекта, «как только вы копнёте глубже безумной поверхности». Развлекательные порталы Fanpage.it и davidemaggio.it отмечали приверженность авторов идее, которая прослеживается даже в таких мелких деталях, как шрифты и копирование графики прошлых лет в заставках. В онлайн-газете il Post также отметили, что подбор костюмов хоть и в преувеличенном виде, но передаёт ощущение итальянской моды 80-х.
Больше всего обсуждений в итальянских медиа вызвали скетчи с участием актрис сериала «Quattro putane», реклама чистящего средства «Buono», в которой муж решает присоединиться к жене с любовником, и интервью с порнорежиссёром, во время которого он начинает показывать ведущему кадры из снятого им гей-порно. Андреа Конти из il Fatto Quotidiano задался вопросом, может ли подобная программа в принципе попасть на итальянское телевидение (намекая на обсуждавшуюся в те же дни ситуацию на новогоднем итальянском шоу на канале Rai 1, где цензуре подверглись строчки песен, которые вещатель посчитал слишком «сексуально откровенными»). Редакция сайта газеты Libero Quotidiano назвала передачу «приятной, но местами вульгарной». Давиде Туррине из il Fatto Quotidiano предположил, что многие зрители, «которые думали, что видели всё», будут шокированы. Fanpage.it отметил двусмысленность многих шуток, понятную даже через языковой барьер. Итальянская версия Russia Beyond отмечала резкий контраст между Аллегрой Микеле из «Ciao, 2020!» (с сальными репликами в её сторону со стороны мужчин-ведущих и съёмкой крупным планом её декольте) и позиционированием Аллы Михеевой в обычных выпусках «Вечернего Урганта», а il Messaggero похвалил создателей за высмеивание объективации женщин на телевидении.
Редакция сайта телеканала TgCom24 отметила, что несмотря на всю преувеличенность ради комического эффекта, передача «не так уж и далека от некоторых наших реалий прошедших лет». Многие журналисты, в свою очередь, жаловались на то, что при всей смене моды и имён, итальянские шоу в остальном мало прогрессировали с тех времён. Альдо Грассо из Corriere della Sera отметил, что подобные спародированным программы продолжают транслироваться в Италии, но без всякого чувства иронии, а «Ciao, 2020!» напоминает итальянцам, насколько их телевидение остановилось во времени. Йакопо Томатис из Il Giornale della Musica отмечал, что участники «Ciao, 2020!» значительно моложе музыкантов из аналогичных новогодних телешоу на итальянском телевидении. Итальянский Esquire посчитал успех и комический эффект передачи возможностью убедить руководства итальянских телеканалов перестать паразитировать на прошлой славе. Сравнивая итальянские передачи с «Ciao, 2020!», Габриэль Феррареси высказал мнение, что местные комедийные шоу «не смешат людей даже в собственной стране», выразив надежду, что в Италии смогут делать шоу подобного уровня.
Отражая слова о происходящем в мире из вступительной речи Ивана Урганта, обозреватели новостного портала zon.it призвали читателей обязательно посмотреть «Ciao, 2020!», потому что «возможно, это именно то, что нужно нам всем сейчас». Карло Ланна из Super Guida TV назвал передачу «удачным экспериментом, напоминающим о времени в нашей жизни, когда всё казалось возможным. В отличие от времени, в котором мы живём сейчас».

## «Ciao, 2021!»
1 января 2022 года на «Первом канале» был выпущено продолжение проекта под названием «Ciao, 2021!».
Гости шоу: певец Valerio Melazzi (Валерий Меладзе), комик Massimo Galcini (Максим Галкин), королева красоты Lola (Лолита Милявская), актриса первого фильма в космосе Giulia Peresildi (Юлия Пересильд), специалист по технике Valentino Gallo (Валентин Петухов / Wylsacom), актёр телесериала «Комиссар с Комо» Sergio Brunello (Сергей Бурунов), участники «Игры в кальмара» Anna e Anatolio Zozzi (Анита Цой и Анатолий Цой), Il Maestro (Евгений Понасенков) и Pippo (Филипп Киркоров). Был показан трейлер фильма «Casa Agucci» о жизни Leonardo Agucci и Angelica Varumio.
Также в выпуске приняли участие Тото Кутуньо (в роли Антона Кутузова), группа Matia Bazar (в роли продавцов с Митинского радиорынка), группа Ricchi e Poveri (в роли группы «Богатые и бедные»), рэпер Fedez (в роли Фёдора) и Аль Бано (в роли Алика Банова). В конце выпуска показано новогоднее поздравление президента Путина на итальянском языке (создано нейросетью) на фоне Колизея. Второй выпуск также высоко оценили в Италии.

## Список песен

### Ciao, 2020!
Композиции также были выпущены в виде альбома-сборника.
| Номер | Исполнитель                        | Роль                                           | Песня (и её оригинал)                     | Примечание                                                                                    |
| ----- | ---------------------------------- | ---------------------------------------------- | ----------------------------------------- | --------------------------------------------------------------------------------------------- |
| 1     | Иван Ургант и группа «Фрукты»      | Джованни Урганти и «Tutti Frutti»              | Cinque minuti (Пять минут)                | Песня из кинофильма «Карнавальная ночь», в оригинале исполнена Людмилой Гурченко              |
| 2     | Niletto и Клава Кока               | Нилетто Нилетти и Клаудия Кокка                | Crush (Краш)                              |                                                                                               |
| 3     | JONY                               | Джони                                          | La Cometa (Комета)                        |                                                                                               |
| 4     | Artik & Asti                       | Арти и Асти                                    | Bambina balla (Девочка танцуй)            |                                                                                               |
| 5     | Cream Soda                         | Crema de la Soda                               | Piango al tecno (Плачу на техно)          |                                                                                               |
| 6     | Дора                               | Ла Дора                                        | Innamorata (Втюрилась)                    |                                                                                               |
| 7     | Даня Милохин & Николай Басков      | Даниэле Милокки и Никола Баска                 | La Baldoria (Дико тусим)                  |                                                                                               |
| 8     | Егор Крид                          | Джорджио Кридди                                | Ragazza copertina (Девочка с картинки)    |                                                                                               |
| 9     | Иван Дорн                          | Джованни Дорни                                 | Cicchi (Чики)                             |                                                                                               |
| 10    | Zivert                             | Джулия Зиверти                                 | Credo (Credo)                             |                                                                                               |
| 11    | Little Big                         | «Piccolo Grandi»                               | Mamma Maria (Mamma Maria)                 | Ремейк в стиле техно песни группы Ricchi e Poveri                                             |
| 12    | Монеточка, Витя Исаев, Иван Ургант | Сольдинетта, Витторио Исайя и Джованни Урганти | Chiesi io al frassino (Я спросил у ясеня) | Песня из фильма «Ирония судьбы, или С лёгким паром!», в оригинале исполнена Сергеем Никитиным |

### Ciao, 2021!
Композиции также были выпущены в виде альбома-сборника.
| Номер | Исполнитель                   | Роль                              | Песня (и её оригинал)                                                  | Примечание                                                           |
| ----- | ----------------------------- | --------------------------------- | ---------------------------------------------------------------------- | -------------------------------------------------------------------- |
| 1     | Иван Ургант и группа «Фрукты» | Джованни Урганти и «Tutti Frutti» | Musica, ritmo e stile (Три белых коня)                                 | Песня из кинофильма «Чародеи», в оригинале исполнена Ларисой Долиной |
| 2     | Люся Чеботина                 | Lucia Ciabatta                    | Sole a Milano (Солнце Монако)                                          |                                                                      |
| 3     | Dead Blonde                   | Bionda Morta                      | Il ragazzo con la giardinetta (Мальчик на девятке)                     |                                                                      |
| 4     | Джарахов                      | Dario Giaracci                    | In un momento (Я в моменте)                                            |                                                                      |
| 5     | Ваня Дмитриенко               | Giovanni Demetrio                 | Venere-Urano (Венера — Юпитер)                                         |                                                                      |
| 6     | Моя Мишель и Ева Польна       | La Mia Michela & Eva Pollini      | L’inverno nel cuore (Зима в сердце)                                    |                                                                      |
| 7     | Manizha                       | Manigi                            | Uomo Italiano (Russian Woman)                                          |                                                                      |
| 8     | Slava Marlow                  | Vincenzo Marlini                  | Bruci come incendio (Ты горишь как огонь)                              |                                                                      |
| 9     | LOBODA                        | La Boda                           | Caro amico («Родной»)                                                  |                                                                      |
| 10    | Galibri & Mavik / Хабиб       | Galibri E Mavini & Habibi         | Federico Fellini / Bacca di lampone (Федерико Феллини / Ягода малинка) |                                                                      |
| 11    | Валерий Леонтьев              | Valerio Leonci                    | Margherita (Маргарита)                                                 |                                                                      |
| 12    | Баста и Полина Гагарина       | Vasco Vaculecci E Gaga Rini       | Sanremo (Сансара)                                                      |                                                                      |
| 13    | «Любэ»                        | «Amore»                           | L’Italia mia (От Волги до Енисея)                                      |                                                                      |